# Xylotoles segrex
Xylotoles segrex är en skalbaggsart som beskrevs av Arthur Sidney Olliff 1889. Xylotoles segrex ingår i släktet Xylotoles och familjen långhorningar. Inga underarter finns listade i Catalogue of Life.